# Tračerica (televizijska serija)
Tračerica (eng. Gossip Girl) je američka tinejdžerska dramska televizijska serija temeljena na seriji istoimenih knjiga autorice Cecily von Ziegesar. Seriju su kreirali Josh Schwartz i Stephanie Savage, a svoju je premijeru imala na televizijskoj mreži CW 19. rujna 2007. godine. Glumica Kristen Bell posuđuje svoj glas liku "Tračerice" koju u seriji nikad ne vidimo, već isključivo kroz naraciju slušamo njezine tračeve koje piše na svom blogu (Gossip Girl), a radnja je uglavnom fokusirana na živote privilegiranih tinejdžera s Manhattana (Upper East Side) u New Yorku.
Serija započinje povratkom Serene van der Woodsen (Blake Lively) na Upper East Side s njezinog misterioznog boravišta u internatu u Cornwallu (država Connecticut). Blair Waldorf (Leighton Meester), za koju kreatori tvrde da je kraljica njihove šahovske igre (serije), Serenina je dugogodišnja prijateljica i povremena rivalka te predvodnica društvene scene u srednjoj školi Constance Billard. Priča serije također prati Chucka Bassa (Ed Westwick), "zločestog dečka" Upper East Sidea; "Zlatnog dečka" Natea Archibalda (Chace Crawford), Chuckovog najboljeg prijatelja i bivšeg Blairinog dečka; te druge likove turbulentne scene Manhattana: Dana Humphreyja (Penn Badgley), Nateovog najboljeg prijatelja i bivšeg/sadašnjeg dečka Serene; Vanessu Abrams (Jessica Szohr), Danovu najbolju prijateljicu; i Danovu sestru Jenny Humphrey (Taylor Momsen).
Serija Tračerica dobila je mnogobrojne nominacije za televizijske nagrade od kojih je osvojila čak 18 Teen Choice Awards. Televizijska kuća CW službeno je obnovila seriju za šestu i posljednju sezonu 11. svibnja 2012. godine. Finalna sezona sastojala se od 10 epizoda, a svoju je premijeru imala 8. listopada 2012. godine. Tračerica je s originalnim emitiranjem završila 17. prosinca 2012. godine.

## Produkcija

### Razvoj serije
Serije knjiga o Tračerici prvotno su trebale biti adaptirane u dugometražni film u kojem bi glavnu ulogu tumačila Lindsay Lohan, a scenarij napisala Amy Sherman-Palladino (Gilmoreice). Nakon što su planovi propali, Stephanie Savage i Josh Schwartz preuzeli su projekt i namjeravali kreirati televizijsku seriju. U listopadu 2006. godine Schwartz je započeo raditi na Pilot epizodi. Izjavio je: "Bio sam vrlo skeptičan. Nisam želio ponovno raditi seriju kao što je bila O.C. Ipak, smatrao sam da su knjige pametno napisane. Karakteri su bili puno živahniji nego oni iz Orange Countyja." Karakteristike glavnih likova u Pilot epizodi Tračerice direktno su preuzete iz prve knjige.

### Izvršni producenti
Kreator serije O.C. Josh Schwartz i kolegica scenaristica Stephanie Savage su izvršni producenti serije tijekom cijelog njezinog trajanja. Uz njih izvršni producenti su i Bob Levy i Leslie Morgenstein iz Alloy Entertainment koji su pozvani da pripomognu adaptaciji knjiga u televizijsku seriju. Nakon uspjeha Tračerice, Schwartz i Savage su pozvali ko-producenta serije Gilmoreice Johna Stephensa s kojim su ranije radili na seriji O.C. da im se pridruži kao izvršni producent. Joshua Safran također je kasnije došao kao izvršni producent.

### Dodjela uloga
Serija sadržava devet regularnih uloga, a većina glumaca koji su te uloge utjelovili izabrana je između veljače i travnja 2007. godine. Blake Lively i Leighton Meester - koje su s audicijama započele još u prosincu 2006. - bile su prve dvije glumice izabrane u veljači za glavne uloge Serene van der Woodsen i Blair Waldorf. Penn Badgley, koji je ranije radio s autoricom Stephanie Savage, Taylor Momsen, Chace Crawford, Kelly Rutherford i Connor Paolo također su uspješno prošli audiciju i dobili uloge u ožujku kao i Florencia Lozano koja se pojavila samo u Pilot epizodi nakon čega ju je zamijenila glumica Margaret Colin. Glumci koji glume likove Chucka Bassa i Rufusa Humphreyja dobili su uloge u travnju, a radi se o Edu Westwicku i Matthewu Settleu. Westwick je na audiciji prvo čitao za liku Natea, ali su mu onda dali da čita i Chucka. Kako su u to vrijeme kružile glasine o ukidanju serije Veronica Mars, televizijska mreža CW je 17. svibnja 2007. godine službeno objavila da će Kristen Bell biti naratorica Pilot epizode pa je tako  Tračerica postala druga serija u kojoj Bell "glumi" naslovni lik. Jessica Szohr dobila je ulogu Vanesse Abrams koja se u početku serije sporadično pojavljuje, ali od četrnaeste epizode prve sezone postaje regularni lik. Kroz seriju Connor Paolo je konstantno odbijao da se njegova uloga Erica van der Woodsena promakne u glavne likove navodeći za tu odluku osobne razloge. Jenny Humphrey, koju glumi Taylor Momsen, tijekom četvrte sezone je uzela nedefiniranu pauzu, iako joj se ime pojavljuje u uvodu svake epizode.
Kako se serija razvijala, mnogi likovi su se pojavljivali u više epizoda. Michelle Trachtenberg je dobila ulogu Georgine Sparks. Francie Swift i Sam Robards glumili su Nateove roditelje Anne i Howard Archibald. Caroline Lagerfelt glumila je Celiu "CeCe" Rhodes, Sereninu baku. Sebastian Stan nekoliko se puta tijekom prve tri sezone serije pojavio kao Carter Baizen.

### Lokacije snimanja
Snimana većinom u New Yorku, Tračerica je od strane New York Magazinea proglašena kao "najrestorantskija serija od Seksa i grada" budući su lokacije Pilot epizode uključivale japanski restoran Geisha; zatim Campbell Apartment gdje se Nate i Serena seksaju te bar Gilt u njujorškom hotelu Palace. Tijekom prve sezone lokacije snimanja uključivale su i ostale vrlo dobro poznate građevine New Yorka. Eksterne lokacije izmišljene srednje škole Constance Billard-St. Judes, temeljene na romanima autorice Cecily Von Ziegesar, snimane su ispred Muzeja grada New Yorka.
Druga sezona svoju je premijeru imala u Hamptonu, a snimala se sredinom lipnja. Uvodna špica prve epizode druge sezone sadržavala je scenu Cooper's Beacha koja je zapravo snimljena u Rockaway Beachu nakon zabave. Za šestu epizodu druge sezone, Sveučilište Columbia "glumilo" je Yale nakon čega su obožavatelji Yalea bili razočarani zbog pogrešnog prikaza upisnog procesa i povezanosti s fakultetskim stereotipovima. Tijekom sedme epizode druge sezone Brooklyn Inn je integriran u seriju. Kako bi ostali vjerni stvarnim njujorškim lokacijama, serija je snimana u Russian Tea Room.
Četvrta sezona je svoju premijeru imala 13. rujna 2010. godine, a njezine prve dvije epizode snimljene su u Parizu. New York magazin otkrio je nekoliko lokacija koje su snimane na francuskom Sveučilištu, La Sorbonne u okrugu Latin, 5. srpnja. Ostale lokacije uključuju muzej D'Orsay, Eiffelov toranj, Gare du Nord i aveniju Montaigne. Sveučilište Columbia postalo je primarno odredište na kojem se snimalo prvih nekoliko epizoda sezone koje se nastavljaju na priču u Parizu.
Zbog lokacija u New Yorku, izvršna producentica Stephanie Savage je izjavila: "Odmah na početku su nam rekli da će snimanje na stvarnim lokacijama biti preskupo i suviše komplicirano". Također je rekla da je jedan od prijedloga bio da se serija snima u studijima u Los Angelesu gdje će se u potpunosti izgraditi Central Park.

### Format epizoda
Svaka epizoda serije započinje s glavnom stranicom internet bloga Tračerice uz Sereninu sliku iz Pilot epizode. Nakon toga slijedi montažna sekvenca događaja iz prijašnjih epizoda važnih za ono što će se događati u epizodi koju gledamo koja ponovno završava s glavnom stranicom (homepage) bloga Tračerice, ali ovaj put sa slikom nekog od likova koji je povezan s nedavnim događajima iz prethodnih epizoda.
Naratorica je Tračerica, a glas joj posuđuje Kristen Bell. Svoj uvod započinje uvijek s rečenicom: "Tračerica ovdje, Vaš jedini izvor u skandalozni život elite s Manhattana", a završava sa šaptom glasova koji izgovaraju: "Gdje je bila?", "Serena", te tada ponovno glas Tračerice koji kaže: "A tko sam ja? To je tajna koju nikad neću otkriti. Znate da me volite... XO XO, Tračerica."

## Glumci i likovi
Radnja prvih nekoliko epizoda prve sezone odvijala se slično konceptu knjiga prema kojima je serija snimljena uglavnom se koncentrirajući na živote pet bogatih i privilegiranih tinejdžera u srednjoj školi. Serena van der Woodsen (Blake Lively) je često opisivana kao "prava djevojka". Otkriveno je da je imala skandaloznu prošlost koja ju još uvijek prati, poznata je po mnogim ljubavnim aferama s nebrojenim muškarcima te također po svojim buntovničkim ispadima. Dan Humphrey (Penn Badgley) je autsajder koji postaje dijelom turbulentne scene s Manhattana, usto i pisac u usponu te poprilično jednostavan mladić dobrog srca i morala. Blair Waldorf (Leighton Meester) je prekrasna kraljica društvene scene srednje škole Constance Billard te Serenina najbolja prijateljica i povremena rivalka. Nate Archibald (Chace Crawford) je savršeni "zlatni dečko" Upper East Sidea kojeg konstantno odbijaju prominentni ženski likovi serije. Chuck Bass (Ed Westwick) je anti-heroj serije, ženskaroš i ljubitelj zabava problematičnog života i prošlosti koji skrivaju njegovu ranjivu stranu. 
Uz pet glavnih gore spomenutih likova, još tri lika su se pojavila u Pilot epizodi. Jenny Humphrey (Taylor Momsen) je Danova mlađa sestra koja očajnički želi postati kraljica društvene scene u srednjoj školi, a u ostvarenju tog cilja kroz seriju shvaća prave važnosti života; Lili van der Woodsen (Kelly Rutherford) je Serenina majka; te Danov i Jennyin otac Rufus Humphrey (Matthew Settle). Njih dvoje nekad davno nalazili su se u romantičnoj vezi koja ih prati tijekom razvoja serije te u konačnici dovodi do braka. Obitelj Humphrey kroz seriju otkriva život Upper East Sidea, a Dan pokušava zaštiti svoju mlađu sestru dok ona otkriva svijet zabava i nezaboravnih tuluma. 
Vanessa Abrams (Jessica Szohr) dolazi u seriju u prvoj sezoni kao Danova bivša ljubav te od 14. epizode postaje dijelom stalne glumačke postave. Ostali likovi uključuju Erica van der Woodsena (Connor Paolo), Sereninog ljubaznog i osjećajnog brata koji pred kraj prve sezone "izlazi iz ormara" i postaje blizak prijatelj s Jenny. Georgina Sparks (Michelle Trachtenberg) je također povremeni antagonist serije. Carter Baizen (Sebastian Stan) pojavljuje se kao Chuckov neprijatelj koji konstantno baca oko na Serenu. 
Mnogi likovi pojavljuju se i u gostujućim ulogama kao roditelji ili ostala rodbina glavne glumačke postave. Eleanor Waldorf-Rose (Margaret Coling) i Harold Waldorf (John Shea) glume Blairine rastavljene roditelje, a Cyrus Rose (Wallace Shawn) glumi Eleanorinog sadašnjeg supruga i Blairinog očuha. Dorota Kishlovsky (Zuzanna Szadkowski) je Blairina odana kućna pomoćnica. Anne Archibald (Francie Swift) i Howard "Kapetan" Archibald (Sam Robards) su Nateovi otuđeni roditelji, dok William van der Bilt I (James Naughton) i William "Tripp" van der Bilt III (Aaron Tveit) glume Nateovog manipulativnog djeda i rođaka. Bartholomew "Bart" Bass (Robert John Burke) je Lilyn pokojni bivši suprug te Chuckov zahtjevan otac, a Jack Bass (Desmond Harrington) je Bartov brat i Chuckov manipulativni ujak. Celia "CeCe" Rhodes (Caroline Lagerfelt) je Serenina baka i Lilyna majka, a Gabriela Abrams (Gina Torres) Vanessina majka. U četvrtoj sezoni serije upoznajemo i Blairinog novog dečka/zaručnika, princa Louisa od Monaka (Hugo Becker).

## Pregled serije
| Sezona | Epizoda | Originalno emitiranje | Originalno emitiranje |
| Sezona | Epizoda | Premijera sezone      | Kraj sezone           |
| ------ | ------- | --------------------- | --------------------- |
| 1      | 18      | 19. rujna 2007.       | 19. svibnja 2008.     |
| 2      | 25      | 1. rujna 2008.        | 18. svibnja 2009.     |
| 3      | 22      | 14. rujna 2009.       | 10. svibnja 2010.     |
| 4      | 22      | 13. rujna 2010.       | 16. svibnja 2011.     |
| 5      | 22      | 26. rujna 2011.       | 14. svibnja 2012.     |
| 6      | 10      | 8. listopada 2012.    | 17. prosinca 2012.    |

### Prva sezona (2007./08.)
Glavna okosnica radnje prve sezone je Serenin iznenadni povratak na Upper East Side nakon njezinog misterioznog nestanka. U početku se mislilo da je razlog njezina odlaska bio taj što je jednu noć provela s Nateom Archibaldom, dečkom od njezine najbolje prijateljice Blair Waldorf. Međutim, pred kraj sezone lukava Georgina Sparks, Serenina bivša prijateljica, dolazi na Upper East Side otkrivajući da Serenina noć kad je spavala s Nateom nije završila tu, već da je poslije otišla u Georginin stan gdje je muškarac umro od prekomjerne doze droge u Sereninoj prisutnosti dok je istovremeno sve to snimala kamera. Radnja serije također se vrti i oko Serenine ljubavne veze s autsajderom Danom Humphreyjem; Blairinom vezom s Nateom i njezinom aferom s njegovim najboljim prijateljem Chuckom; kratkom romansom između Serenine majke i Danovog oca; Blairinom i Jennyinom mentor-proteže odnosu; te dolasku Danove bivše najbolje prijateljice Vanesse Abrams u grad. Sezona završava razotkrivanjem Serenine tajne, te Chuckovim napuštanjem Blair na aerodromu prije odlaska u Europu. 

### Druga sezona (2008./09.)
Druga sezona većinom se bavi završnom godinom srednje škole s premijerom na Hamptonu te je uglavnom fokusirana na odnos između Blair i Chucka koji je magazin People proglasio "srcem serije". U početku oboje negiraju svoje osjećaje te se upliću u razne sheme i manipulacije. 
Prva polovica sezone vrti se oko Serenine rastuće popularnosti kao članice visokog društva što odvlači pozornost od Blair. Njihovo prijateljstvo stavljeno je na kušnju kada se pojavi Poppy Lifton (Tamara Feldman), članica visokog društva koja nehotice utječe na klimav odnos Serene i Blair nakon što Serena postane popularnija u ranim epizodama sezone. Nate se suočava s posljedicama kriminalne prošlosti njegovog oca te ulazi u vezu s Vanessom koja sve više ulazi u svijet Upper East Sidea. U Jenny Humphrey se ponovno budi njezina buntovnička strana te ona odlučuje postati modna dizajnerica tako stavljajući na kušnju Rufusove roditeljske vještine dok istovremeno zbog svog prijateljstva s Nateom i vezom sa Serenom Dan iz autsajdera postaje insider. Emitiranje prvog dijela druge sezone završilo je u prvom vikendu mjeseca prosinca, šokantnom smrću Barta Bassa. 
U drugoj polovici sezone gledamo posljedice Bartove smrti koja uzrokuje važne promjene u razvoju lika Chucka, ali također utječe i na razvoj odnosa između Rufusa i Lily te otkriće da njih dvoje imaju sina kao i konačnu propast ljubavne veze Dana i Serene. John Shea ponovio je svoju ulogu Harolda Waldorfa tijekom epizode čija se radnja događa za Dan zahvalnosti koji postaje oduševljen Blairinom ambicijom pohađanja Yalea. Desmond Harrington došao je u seriju kao Chuckov manipulativni ujak Jack Bass. Feldman se vratio u sezonu skupa s Armiem Hammerom koji glumi novog Sereninog dečka Gabriela Edwardsa. Michelle Trachtenberg također se vratila u ulozi Georgine Sparks te svoje scene snimila tijekom veljače, pridonoseći svojom ponovnom pojavom misteriju druge sezone.
Tijekom druge sezone snimljena je Pilot epizoda buduće spin-off serije koja je svoju premijeru imala u svibnju, ali koju televizijska kuća CW nije poduprla.
Kako su se različite priče odvijale tijekom druge sezone, sama uloga Tračerice je malo smanjena. Ona nastavlja pisati svoj blog, ali one najsočnije tračeve čuva za sebe i objavljuje ih u posljednjoj epizodi sezone nakon čega Serena odluči otkriti njezin identitet,  neuspješno. Finale sezone završava poljupcem između Blair i Chucka koji je od strane publike primljen jako pozitivno. 

### Treća sezona (2009./10.)
Radnja treće sezone fokusirana je na Blair, Dana i Vanessu koji se pokušavaju upisati na Sveučilište u New Yorku skupa s filmskom zvijezdom Oliviom Burke (Hilary Duff) s kojom Dan ulazi u ljubavnu vezu; Nate upisuje Sveučilište u Columbiji; Serena pauzira godinu; Jenny postaje kraljica srednje škole Constance; Chuck se bavi tvrtkom Bass Industries skupa sa svojom maćehom Lily van der Woodsen. Prvih nekoliko epizoda događa se za vrijeme ljetnih praznika te u tjednu prije početka nastave na Sveučilištima i u srednjim školama. Tijekom cijele sezone uloga Tračerice je smanjena. 
Sezona sadržava mnoge pojave glumaca u gostujućim ulogama poput Joanne Garcie kao Bree Buckley, Nateov ljubavni interes; kreatoricu showa America's Next Top Model Tyru Banks kao Ursulu Nyquist, veliku glumicu kojoj Serena kratkotrajno postaje publicistkinja; Williama Baldwina kao Williama van der Woodsena, Sereninog i Ericovog oca te Lilynog bivšeg muža i Rufusovog dugogodišnjeg rivala; kao i cameo uloge Lady Gage, Toryja Burcha, Jimmyja Fallona, Plasticinesa, Georgina Chapmana i Sonic Youth.
Deveta epizoda sezone uzrokovala je velike kontroverze. Udruženje roditelja zahtijevalo je od televizijske mreže CW da ne emitira epizodu koja je sadržavala seks u troje. CW je odbila zahtjev i službeno najavila da će emitirati epizodu kako je i planirano.
Robert John Burke koji je u seriji glumio Chuckovog oca Barta Bassa vratio se za božićnu epizodu emitiranu u prosincu, dok se Desmond Harrington također vratio kao Chuckov ujak Jack. Njegov povratak je bila jedna od glavnih radnji drugog dijela sezone, skupa s dolaskom Chuckove otuđene majke Evelyn Bass Fisher (Laura Harring).
Radnja sezone također se uvelike fokusirala na razvoj lika Jenny Humphrey i njezin strmoglavi pad. Dobar dio sezone provodi odvajajući se od Erica, njezinog bivšeg najboljeg prijatelja te pokušavajući zavesti Natea koji se nalazi u ljubavnoj vezi sa Serenom. Na kraju sezone, zbog njezine jednonoćne afere s Chuckom Bassom te prodavanja droge njezin otac i Lily ju šalju u Hudson kako bi živjela s majkom. Ostale radnje sezone uključuju: pokušaje Blaira i Chucka u održavanju njihovog ljubavnog odnosa u čemu na kraju ne uspijevaju; Danov i Vanessin početak ljubavne romanse koja se razvila iz dugogodišnjeg prijateljstva; i Serenine pokušaje da pronađe samu sebe kroz novi posao, kratku ljubavnu aferu s Carterom, Nateovim oženjenim rođakom Trippom te na kraju i sa samim Nateom.

### Četvrta sezona (2010./11.)
Glavna radnja četvrte sezone vrti se oko Juliet Sharp (Katie Cassidy), tajnovite djevojke koja zbog greške iz prošlosti želi napakostiti Sereni. Druga polovica sezone fokusira se na komplicirani odnos između Serene i njezinog bivšeg profesora Bena, Chuckove pokušaje da održi kontrolu nad tvrtkom Bass Industries koju želi preuzeti Russell Thorpe (Michael Boatman) te rastući odnos između Dana i Blair. Ostale radnje sezone uključuju otkrivanje tajne iz Lilyne prošlosti koja ju i dalje progoni; uzburkani odnos između Chucka i Blair nakon njihovog prekida; raskidanje prijateljstva između Dana i Vanesse te dolazak Serenine rođakinje Charlie Rhodes (Kaylee DeFer) na Upper East Side. 
Radnja prvih dviju epizoda događale su se u Parizu gdje su se nalazili Serena, Blair i Chuck. Tamo Blair upoznaje princa Louisa Grimaldija za kojeg se na kraju sezone zaručuje. 
Taylor Momsen koja u seriji glumi lik Jenny Humphrey velikim dijelom sezone bila je odsutna iz serije, a pojavila se u epizodama Easy J, Juliet Doesn't Live Here Anymore, The Witches of Bushwick i Gaslit.

### Peta sezona (2011./12.)
Televizijska kuća The CW obnovila je seriju za petu sezonu 26. travnja 2011. godine.
9. svibnja 2011. godine objavljeno je da se glumice Taylor Momsen i Jessica Szohr neće vraćati u seriju kao regularne uloge, iako su obje pozvane da nastupe u gostujućim ulogama. Kaylee DeFer glumi lik Ivy kojoj Lilyna sestra Carol plaća da glumi njezinu kćerku, Sereninu rođakinju Charlie Rhodes. Glumica je od početka sezone prebačena među glavne uloge.
Radnja sezone započela je u Los Angelesu gdje su energični Chuck i Nate odlučili posjetiti Serenu. Chuck ima novu životnu filozofiju i odgovara pozitivno na sve izazove, pa čak i na smrtne opasnosti. Serena nastavlja raditi na filmskom setu gdje joj je ponuđen stalni posao na kraju epizode. Nate započinje ljubavnu vezu sa starijom ženom, Dianom Payne (Elizabeth Hurley) koja možda ima skriveni motiv. Natrag u New Yorku, Dan saznaje da je Vanessa objavila jedno poglavlje njegove knjige, a Blair nastavlja s planovima za svoje i Louisovo vjenčanje te također saznaje da je trudna. Nakon što shvati da još uvijek gaji osjećaje prema Chucku, Blair i Chuck odluče pobjeći zajedno, ali dožive prometnu nesreću. Kao rezultat nesreće, Blair izgubi dijete, a Chuck skoro umre pa se Blair na kraju ipak oženi s Louisa. Radnja ostatka sezone također se fokusira na Natea koji pokušava pokrenuti tračerski web site NYSpectator, na Dana i Blair čije se prijateljstvo pretvara u nešto više, Chuckovu potragu pronalaženja pravih roditelja što ga dovodi do otkrića da je njegov otac Bart još uvijek živ te CeCeinu smrt i način na koji se to odrazi na brak Lily i Rufusa. Na kraju sezone, Blair konačno izabere između Dana i Chucka, a Lily izabire između Rufusa i Barta. Serena ponovno odlazi iz grada, a Dan odluči napisati novu knjigu o Upper East Sideu uz pomoć Georgine.

### Šesta sezona (2012.)
Dana 11. svibnja 2012. godine službeno je objavljeno da će se snimiti šesta, skraćena i posljednja sezona Tračerice koja će svoju premijeru imati 8. listopada. Predsjednik televizijske kuće CW, Mark Pedowitz izjavio je da još uvijek nisu odlučili o ukupnom broju epizoda posljednje sezone, ali da će ih najvjerojatnije biti 10, 11 ili 13 s namjerom da serija završi prije Božića. Dana 26. lipnja 2012. godine otkriveno je da će se prva epizoda šeste sezone zvati Gone Maybe Gone i da će ukupno biti prikazano 10 epizoda.
Premijeru sezone gledalo je 780 tisuća gledatelja što je označilo najlošiji rejting bilo koje sezone do tada. Sljedećeg tjedna brojka je pala na 760 tisuća gledatelja, još jedanput rušeći rekord najmanjeg rejtinga serije.
Dana 29. listopada 2012. godine emitiranje epizode Portrait of a Lady Alexander bilo je odgođeno zbog uragana Sandy na istočnoj obali SAD-a. Zbog gubitka električne energije na mnogim područjima donijela se odluka o odgodi sezone za jedan tjedan te se umjesto nje prikazala repriza prethodne epizode - Dirty Rotten Scandal.
Dana 17. prosinca 2012. godine završilo je originalno emitiranje serije. Glumica Kristen Bell koja je cijelu seriju služila kao naratorica pojavljuje se u cameo ulozi (ali nije otkriveno da je ona lik Tračerice). Nekoliko bivših gostujućih glumaca koji su se pojavili tijekom trajanja serije također se pojavljuje u posljednjoj epizodi, uključujući Jessicu Szohr koja je glumila Vanessu Abrams i Katie Cassidy koja je glumila Juliet Sharp. Bivši glavni glumci serije Connor Paolo (Eric van der Woodsen) i Taylor Momsen (Jenny Humphrey) pojavljuju se u finalu serije i svaki imaju po jednu rečenicu. Blair Waldorf (Leighton Meester) i Chuck Bass (Ed Westwick) napokon se vjenčaju. U posljednjem dijelu epizode radnja se prebacuje pet godina u budućnost gdje otkrivamo da Chuck i Blair imaju sina te da je Nate Archibald (Chace Crawford) uspio sa svojim poslom i da će se možda kandidirati za gradonačelnika New Yorka. Serija završava vjenčanjem Serene van der Woodsen (Blake Lively) i Dana Humphreyja (Penn Badgley) što su obožavatelji i očekivali još od početka serije. Njihovo vjenčanje je zapravo mala ceremonija koja se održava u zajedničkom domu Blair i Chucka, a među ostalim gostima tu su i Lily (Kelly Rutherford) sa svojim prvim mužem (ocem Serene i Erica) te Rufus (Matthew Settle) koji se nalazi u sretnoj vezi s drugom ženom (glazbenicom Lisom Loeb koja je glumila u nekoliko ranijih epizoda serije) skupa s Dorotom, Nateom, Jenny i Ericom. 
U posljednjoj epizodi serije gledatelji također otkrivaju i pravi identitet Tračerice.

## Emitiranje
Tračerica se u SAD-u prikazuje na televizijskoj mreži CW ponedjeljkom navečer. Serija se prikazuje u još 197 drugih zemalja svijeta.
U Hrvatskoj je serija sa svojim emitiranjem započela 15. ožujka 2010. godine na HRT-u u terminu od 21 sat svakog ponedjeljka. Druga sezona serije započela je sa svojim emitiranjem na HRT-u 2. siječnja 2012. godine u terminu poslije 22 sata navečer i to od ponedjeljka do četvrtka. Sa svojim emitiranjem je druga sezona završila 20. veljače 2012. godine nakon čega je odmah sljedećeg dana krenula s emitiranjem treća sezona, a poslije nje je prikazana i četvrta sezona serije. 

### Gledanost
Prvu epizodu serije gledalo je tri i pol milijuna gledatelja u SAD-u, a među demografskom skupinom 18-49 godina života nalazila se na posljednjem mjestu gledanosti serija koje su emitiranje započele u devet sati navečer u srijedu. Međutim, serija je zadržala veliku većinu publike koju je imao show America's Next Top Model. Finale prve sezone gledalo je tri milijuna gledatelja. Premijeru druge sezone gledalo je 3.43 milijuna gledatelja.
Prvu epizodu četvrte sezone gledalo je 1.83 milijuna gledatelja. Četvrta epizoda četvrte sezone bila je najgledanija od svih te godine.
| Sezona | Emitiranje            | Premijera sezone   | Finale sezone      | Godina        | Rang | Gledanost u SAD-u (u milijunima) | Rejting (odrasli 18–49) |
| ------ | --------------------- | ------------------ | ------------------ | ------------- | ---- | -------------------------------- | ----------------------- |
| 1      | Srijedom Ponedjeljkom | 19. rujna 2007.    | 19. svibnja 2008.  | 2007. – 2008. | #196 | 2.35                             | 1.2                     |
| 2      | Ponedjeljkom          | 1. rujna 2008.     | 18. svibnja 2009.  | 2008. – 2009. | #168 | 2.48                             | 1.4                     |
| 3      | Ponedjeljkom          | 14. rujna 2009.    | 17. svibnja 2010.  | 2009. – 2010. | #135 | 2.02                             | 1.1                     |
| 4      | Ponedjeljkom          | 13. rujna 2010.    | 16. svibnja 2011.  | 2010. – 2011. | #139 | 1.64                             | 0.8                     |
| 5      | Ponedjeljkom          | 26. rujna 2011.    | 14. svibnja 2012.  | 2011. – 2012. | #188 | 1.18                             | 0.6                     |
| 6      | Ponedjeljkom          | 8. listopada 2012. | 17. prosinca 2012. | 2012. – 2013. |      | 0.90                             | 0.5                     |

## Odjek serije

### Kritike
Serija Tračerica u početku je dobila pomiješane kritike. Zbog svog pedigrea (adaptacija uspješnih serija knjiga New York Timesa) serija je prozvana jednom od najočekivanijih televizijskog događaja sezone 2007./08. U kolovozu 2007. godine u istraživanju koje je provela tvrtka OTX serija je stavljena na top 10 listu serija kojih su gledatelji najviše svjesni. Premda je Pilot epizoda dobila pozitivne kritike mnogih uglednih medija poput Varietyja, The Washington Posta, San Francisco Chroniclea i Boston Globea, ostali mediji definirali su je više kao "nemoralno zadovoljstvo", a ne kao ozbiljan sat televizijskog programa koji se mora gledati. Popularna Internet stranica Metacritic dala je prosječnu ocjenu Pilot epizodi 54/100 temeljenu na 26 zaprimljenih kritika.
Kako se prva sezona približavala kraju emitiranja, Janet Malcolm iz New Yorkera kritizirala je seriju zbog svoje velike različitosti od knjiga. Istaknula je da je serija "slična knjigama samo po imenima likova i njihovoj karakterizaciji". Također je nadodala: "Bez von Ziegesaričinih brzih, izrugujućih komentara, epizode serije čine se trome - kao da prelazite iz Barnyeja u Kmart." Međutim, autorica Cecily von Ziegesar svakako je podupirala seriju te istaknula da su svi glavni zapleti knjige prisutni u pilot epizodi.
Kako se prva sezona nastavila emitirati, reakcije na seriju postajale su sve pozitivnije te je do druge sezone serija uglavnom imala pozitivne ocjene. Internet stranica Metacritic novoj sezoni dala je prosječnu ocjenu 71/100. "Ljeto je bilo dobro za ovu curu", stajao je naslov u Entertainment Weeklyju koji je seriji dao čistu peticu. U New York Daily News bilo je napisano da je serija pronašla svoje uporište: "Serija točno zna što želi i što će postati. To je prava hokejaška borba tinejdžera u romantičnoj drami." New York Magazine proglasio je Tračericu "najboljom tinejdžerskom dramom svih vremena". Istaknuto je: "Serija je uskrsnula potencijal scenarističkih drama koje žele biti efektivna društvena satira; savršeno predstavlja svijet kojim se bavi bolje od realityja. Tračerica predstavlja bogati pogled na grad, ali zbog toga što se donekle radi o crtiću možemo se ismijavati njihovoj rastrošnosti potrošnje."
Televizijsko vijeće roditelja oštro je kritiziralo seriju, pogotovo nakon što je krenula kampanja "OMFG" (Oh My Fucking God) u travnju 2008. godine. Vijeće je također proglasilo epizodu Victor/Victrola najgorim televizijskim programom tjedna (u tjednu kad je epizoda originalno emitirana). Upravo njihovi citati, kao i negativni citati iz drugih medija kao što su San Diego Union-Tribune, New York Post i Boston Herald korišteni su u reklamnoj kampanji za drugu sezonu. Hartford Courant objavio je seriju negativnih oglasa. Oglasi su uključivali citate poput "Noćna mora svakog roditelja", "Super-neprikladna serija" i "Vrlo prljava serija", a sve kao pokušaj da se serija održi na glasu kao "ona za tinejdžere buntovnike".
Približavanjem početka emitiranja pete sezone, New York Magazine pisao je o dugotrajnosti serije u koju nije više vjerovao naglašavajući njezinu smanjenu kulturnu važnost unatoč rastu popularnosti njezinih glumaca te gubitak statusa serije broj 1 na televizijskoj mreži CW koja ga je izgubila zahvaljujući rastućoj popularnosti novih serija - Supernatural i 90210. "Serija se nije uspjela održati premda su njezini zapleti sočni i ludi kao i uvijek", te je također dodano: "Glumačka ekipa više je zaokupirana snimanjem filmova dok su autori fokusirani na pokretanje novih projekata putem svoje produkcije kompanije Fake Empire. Ako se ubrzo ne dogodi neki neočekivani obrat ili ne najavi reboot serije, bojimo se da je kraj vrlo blizu. XOXO." AOL TV stavio je seriju na svoju listu 20 najboljih školskih televizijskih serija svih vremena te na četvrto mjesto najvećih televizijskih "nemoralni zadovoljstava".

### Kulturni utjecaj
Godine 2008. The New York Times objavio je da je serija imala znatan utjecaj na prodaju, istaknuvši da je Tračerica vjerojatno "prva serija koja je dijelom kreirana kao marketinški stroj za modu". Premda je u to vrijeme imala tek osrednju gledanost, "to je možda serija s najviše utjecaja kad je u pitanju kultura za tinejdžere".
Dana 26. siječnja 2012. godine u čast 100. epizode, gradonačelnik New Yorka Michael Bloomberg posjetio je set i proglasio taj dan Danom Tračerice, istaknuvši njezin kulturni utjecaj i utjecaj na ekonomiju samog grada. "Serija Tračerica je od New Yorka napravila središnji lik. Premda serija svojom radnjom privlači nove gledatelje, ona također mnoge od njih privlači i da posjete New York te na taj način znatno utječe na nevjerojatnu brojku od 50,5 milijuna posjetitelja koliko smo imali prošle godine. Ekonomski utjecaj serije Tračerica ili drugih televizijskih serija i filmova koji se snimaju u New Yorku zbilja se može direktno osjetiti u svih pet okruga grada. Stota epizoda Tračerice prava je znamenitost i želio bih ovim putem čestitati njezinim kreatorima i ostatku ekipe", izjavio je Bloomberg.
Popularnost serije indirektno je utjecala i na kreiranje reality serije NYC Prep koja se prikazivala jednu sezonu na programu Bravo. Serija je spomenuta u filmovima kao što su Fired Up!, To je Rock'n'Roll, Cura na lošem glasu, Bez ugriza, molim, Moja lažna žena i Kako se riješiti šefa te u televizijskim serijama kao što su Royal Pains, Entourage, Parks and Recreation, Televizijska posla, Skins i drugim.

### Priznanja
| Godina | Rezultat            | Nagrada                 | Kategorija                                                          | Dobitnik              |
| ------ | ------------------- | ----------------------- | ------------------------------------------------------------------- | --------------------- |
| 2008.  | Nominacija          | Artios Award            | Najbolja glumačka postavao – Pilot epizoda – Drama                  |                       |
| 2008.  | Nominacija          | ASTRA Award             | Najomiljeniji međunarodni program                                   |                       |
| 2008.  | Pobjeda             | Teen Choice Awards      | Najbolja televizijska serija (drama)                                |                       |
| 2008.  | Pobjeda             | Teen Choice Awards      | Serija koja najviše obećava                                         |                       |
| 2008.  | Pobjeda             | Teen Choice Awards      | Najbolja glumica                                                    | Blake Lively          |
| 2008.  | Pobjeda             | Teen Choice Awards      | Glumica koja najviše obećava                                        | Blake Lively          |
| 2008.  | Pobjeda             | Teen Choice Awards      | Glumac koji najviše obećava                                         | Chace Crawford        |
| 2008.  | Pobjeda             | Teen Choice Awards      | Najbolji televizijski negativac                                     | Ed Westwick           |
| 2008.  | Nominacija          | Teen Choice Awards      | Najbolja glumica (drama)                                            | Leighton Meester      |
| 2008.  | Nominacija          | Teen Choice Awards      | Najbolji glumac (drama)                                             | Chace Crawford        |
| 2008.  | Nominacija          | Teen Choice Awards      | Najbolji glumac (drama)                                             | Penn Badgley          |
| 2008.  | Nominacija          | Teen Choice Awards      | Glumica koja najviše obećava                                        | Leighton Meester      |
| 2008.  | Nominacija          | Teen Choice Awards      | Glumica koja najviše obećava                                        | Taylor Momsen         |
| 2008.  | Nominacija          | Teen Choice Awards      | Glumac koji najviše obećava                                         | Ed Westwick           |
| 2008.  | Nominacija          | People's Choice Award   | Najomiljenija nova serija (drama)                                   |                       |
| 2009.  | Nominacija          | ASTRA Award             | Najomiljenija međunarodna glumica                                   | Blake Lively          |
| 2009.  | Nominacija          | Costume Designers Guild | Najbolja komstimografija za televizijsku seriju - moderno razdoblje | Eric Daman            |
| 2009.  | Nominacija          | Prism Award             | Najbolja epizoda (drama) Za epizodu Woman on the Verge              |                       |
| 2009.  | Nominacija          | Prism Award             | Najbolja glumica u epizodi (drama)                                  | Blake Lively          |
| 2009.  | Nominacija          | ASTRA Award             | Najomiljeniji međunarodni program                                   |                       |
| 2009.  | Pobjeda             | Teen Choice Awards      | Najbolja serija (drama)                                             |                       |
| 2009.  | Pobjeda             | Teen Choice Awards      | Najbolji glumac (drama)                                             | Chace Crawford        |
| 2009.  | Pobjeda             | Teen Choice Awards      | Najbolja glumica (drama)                                            | Leighton Meester      |
| 2009.  | Pobjeda             | Teen Choice Awards      | Najbolji televizijski negativac                                     | Ed Westwick           |
| 2009.  | Nominacija          | Teen Choice Awards      | Najbolji soundtrack                                                 |                       |
| 2009.  | Nominacija          | Teen Choice Awards      | Najbolji glumac (drama)                                             | Penn Badgley          |
| 2009.  | Nominacija          | Teen Choice Awards      | Najbolji roditelj u televizijskoj seriji                            | Matthew Settle        |
| 2009.  | Pobjeda             | Young Hollywood Awards  | Glumac koji najviše obećava                                         | Ed Westwick           |
| 2010.  | Pobjeda             | Teen Choice Awards      | Najbolja serija (drama)                                             |                       |
| 2010.  | Pobjeda             | Teen Choice Awards      | Najbolja glumica (drama)                                            | Leighton Meester      |
| 2010.  | Pobjeda             | Teen Choice Awards      | Najbolji glumac (drama)                                             | Chace Crawford        |
| 2010.  | Pobjeda             | Teen Choice Awards      | Najbolja kradljivica scena                                          | Hilary Duff           |
| 2010.  | Nominacija          | Teen Choice Awards      | Najbolja glumica (drama)                                            | Blake Lively          |
| 2010.  | Nominacija          | Teen Choice Awards      | Najbolji glumac (drama)                                             | Penn Badgley          |
| 2010.  | Nominacija          | Teen Choice Awards      | Najbolji televizijski negativac                                     | Ed Westwick           |
| 2011.  | Nominacija          | People's Choice Award   | Najomiljenija glumica (drama)                                       | Blake Lively          |
| 2011.  | Nominacija          | People's Choice Award   | Najomiljeniji glumac (drama)                                        | Chace Crawford        |
| 2011.  | Pobjeda             | Teen Choice Awards      | Najbolja serija (drama)                                             |                       |
| 2011.  | Pobjeda             | Teen Choice Awards      | Najbolja glumica (drama)                                            | Blake Lively          |
| 2011.  | Pobjeda             | Teen Choice Awards      | Najbolji glumac (drama)                                             | Chace Crawford        |
| 2012.  | Nominacija          | People's Choice Awards  | Najomiljenija glumica (drama)                                       | Blake Lively          |
| 2012.  | Nominacija          | Teen Choice Awards      | Najbolja serija (drama)                                             |                       |
| 2012.  | Nominacija          | Teen Choice Awards      | Najbolja glumica (drama)                                            | Leighton Meester      |
| 2012.  | Nominacija          | Teen Choice Awards      | Najbolji glumac (drama)                                             | Ed Westwick           |
| 2012.  | Nominacija          | Teen Choice Awards      | Najbolji glumac (drama)                                             | Penn Badgley          |
| 2012.  | Nominacija          | Teen Choice Awards      | Najbolji televizijski negativac                                     | Michelle Trachtenberg |
| 2013.  | Još nije objavljeno | People's Choice Awards  | Najomiljenija serija (drama)                                        |                       |

## DVD distribucija
| Sezona                   | Datumi izdanja     | Datumi izdanja     | Datumi izdanja      | Datumi izdanja      | Tehnički podaci | Posebni dodaci |
| Sezona                   | Regija 1           | Regija 2           | Regija 3            | Regija 4            | Tehnički podaci | Posebni dodaci |
| ------------------------ | ------------------ | ------------------ | ------------------- | ------------------- | --- | --- |
| Kompletna prva sezona    | 19. kolovoza 2008. | 18. kolovoza 2008. | 22. listopada 2008. | 15. travnja 2009.   | - Set od 5 diskova - Aspect ratio: 1.78:1 - Jezik: engleski - Podnaslovi: kineski, engleski, francuski, korejski, portugalski, španjolski, tajski - Trajanje: 810 minuta | - Neemitirane scene - Početak, XOXO: Prilog o snimanju serije - Prilog o Tračerici - Tračerica - prilog o vjenčanju - LOL: Neuspješne scene - Glazbeni spotovi "Secret" i "Boring" u izvedbi skupine The Pierces - Audio knjiga koju čina Christina Ricci.               |
| Kompletna druga sezona   | 18. kolovoza 2009. | 28. rujna 2009.    | 2. listopada 2009.  | 28. listopada 2009. | - Set od 7 diskova - Aspect ratio: 1.78:1 - Jezik: engleski - Podnaslovi: engleski, francuski, španjolski, kineski, tajski - Trajanje: 810 minuta                        | - Peta avenija upoznaje Tračericu: prilog o snimanju serije - Lica iza dizajna: kreativne snage koje stoje iza serije - Webizode - U potrazi za Dorotom - Neuspješne scene - Audio knjiga Gossip Girl, You Know You Love Me koju čita Christina Ricci; neemitirane scene |
| Kompletna treća sezona   | 24. kolovoza 2010. | 23. kolovoza 2010. | 2. listopada 2010.  | 1. rujna 2010.      | - Set od 5 diskova - Aspect ratio: 1.78:1 - Jezik: engleski - Podnaslovi: engleski, francuski, španjolski - Trajanje: 935 minuta                                         | - Moda Tračerice: interaktivno iskustvo gledanja 16. epizode, The Empire Strikes Jack - Nevjerojatna afera Tračerice: organiziranje prave zabave u stilu Tračerice - Glazbeni spotovi "Bad Romance" i "Bitch" u izvedbi Lady Gage - Neuspješne scene - Neemitirane scene |
| Kompletna četvrta sezona | 23. kolovoza 2011. | 15. kolovoza 2011. | rujan, 2011.        | 7. rujna 2011.      | - Set od 5 diskova - Aspect ratio: 1.77:1 - Jezik: engleski - Podnaslovi: kineski, francuski, portugalski, španjolski - Trajanje: 935 minuta                             | - Dobrodošli u Pairz!: Posjetite Pariz s glumačkom i kreativnom ekipom - Otkrivanje Tračerice: Prilog o snimanju 18. epizode (The Kids Stay in the Picture) - Neuspješne scene - Neemitirane scene                                                                       |
| Kompletna peta sezona    | 25. rujna 2012.    | 3. rujna 2012.     | listopad, 2012.     | 12. rujna 2012.     | - Set od 5 diskova - Aspect ratio: 1.77:1 - Jezik: engleski - Podnaslovi: kineski, francuski, portugalski, španjolski - Trajanje: 1032 minute                            | - 5 godina ikonskog stila - Tračerica slavi 100. epizodu - Neuspješne scene - Neemitirane scene |
| Kompletna šesta sezona   | 12. veljače 2013.  | 11. veljače 2013.  |                     |                     | - Set od 3 diska - Aspect ratio: 1.77:1 - Jezik: engleski - Podnaslovi: španjolski, francuski, korejski - Trajanje: 430 minuta                                           | - "Veliko Zbogom i XOXO Upper East Siderima" - prilog - Audio knjiga - prequel Tračerice: It Had To Be You - Neuspješne scene - Neeemitirane scene |
| Kompletna serija         | 12. veljače 2013.  |                    |                     |                     | - 121 Epizoda - Set od 30 diskova - Aspect ratio: 1.77:1 - Jezik: engleski - Podnaslovi: španjolski, francuski, korejski, kineski, portugalski                           | - Isti posebni dodaci kao i na pojedinačnim izdanjima sezona |

## Kineska i meksička verzija serije
Dana 5. ožujka 2012. godine službeno je objavljeno da će Warner Bros. International Television i Metan Development Group skupa s još dvjema kineskim produkcijskim kompanijama producirati kinesku verziju tinejdžerske dramske serije inspiriranu Tračericom. Produkcija je krenula u lipnju, a serija se započela prikazivati u mjesecu studenom. Radnja prati živote studenata na jednom sveučilištu. Također je odobrena i meksička verzija serije koja će nositi naziv Gossip Girl: Acapulco, a producirat će ju Pedro Torres. U glavnim ulogama nastupit će Sofía Sisniega, Mariana Van Rankin, Jon Ecker, Vadhir Derbez, Diego Amozurrutia i Ela Velden (Dani Campos).

## Vanjske poveznice
- Gossip Girl on Warner TV
- Tračerica u internetskoj bazi filmova IMDb-a
- Popis svih epizoda Tračerice. TVGuide